# 沈黙の鉄槌
『沈黙の鉄槌』（ちんもくのてっつい、原題：Beyond the Law）は、2019年に公開されたアメリカのアクション映画。

## 概要
引退し田舎に引っ込んだ元刑事フランク・ウィルソン（ジョニー・メスナー）は、刑事のレイ・マンス（DMX）から、連絡の取れなかった息子のチャンスが殺されたことを知らされた。隠しておくよう言われていた金を守れず激怒したデズモンド・パッカード（ザック・ウォード）に殺されていたのだった。金は彼女のシャーロット・ベイルズ（サクソン・シャービノ）に持ち逃げされていた。犯人を見つけるため街へ戻り独自の調査を進めたところ、ギャングのボスであるアウグスティノ・フィン・アデア（スティーヴン・セガール）のバカ息子デズモンドが絡んでいることを突き止める。アデアは息子に自分のケツを拭けと突き放すがデズモンドは常軌を逸した殺戮を繰り返し、追いつめられる展開になる。最終的にフランクとアデアは直接対決することになる。フランクは銃弾を撃たれ倒れこむが、そのときフランクの持っていた携帯には「911」の文字が、「これでお前も死ぬまで刑務所暮らしだ」、そう言い残しフランクは絶命した。また、この決着が着いたあと逃げ延びていたシャーロットにも罪を償うときが訪れる。

## キャスト
※括弧内は日本語吹替版キャスト。
- アウグスティーノ・フィン・アデル - スティーヴン・セガール(大塚明夫)
- マンス - DMX(俊藤光利)
- フランク・ウィルソン - ジョニー・メスナー(ボルケーノ太田)
- スウィリー - ビル・コッブス(石原辰己)
- チャンス・ウィルソン - チェスター・ラッシング
- シャーロット・ベイルズ - サクソン・シャービノ

## 解説
日本では「沈黙」シリーズ第45作目のタイトル作品となっている。2022年現在、スティーヴン・セガール主演の"沈黙シリーズ"の最新作となっている。ちなみに監督のジェームズ・カレン・ブレザックは、"沈黙シリーズ"の第一作、「沈黙の戦艦」が公開された1992年に生まれている。